# ERC-20
ERC-20是以太坊区块链上的一种智能合约协议标准。根据Etherscan.io的資料，截至2018年11月19日，一共有142273种加密貨幣兼容ERC-20。